# Фантомас проти Фантомаса (фільм, 1949)
«Фантомас проти Фантомаса» (фр. Fantômas contre Fantômas) — французький пригодницький фільм 1949 року, поставлений режисером Робером Верне за романом Марселя Аллена. У 1914 році фільм з такоюж ж назвою був зрежисований Луї Фейядом.

## Сюжет
Відомий хірург Франсуа де Бреваль (Еме Кларіон) після того, як був випроваджений коханою жінкою, красунею Ірен де Шарра (Марсель Шанталь), зникає безвісти після автомобільної аварії. Деякий час по тому, Париж починає жити в страху через серію нез'ясованих убивств і викрадень, здійснених за підписом Фантомас. Деяких убивць було впіймано, але вони не можуть пояснити причин своїх дій. Проте, у кожного з них знаходять на голові сліди від трепанації.
Пограбовані торговці з чорного ринку об'єднуються, щоб попросити допомоги в інспектора Жюва (Александр Ріньйо). Спільно з журналістом Фандором інспектор незабаром знаходить таємну операційну кімнату зі слідами проведення трепанацій. Хірургу, який виявився не ким іншим, як Бревалем, вдається уникнути захоплення, але його викрадає Фантомас, розлючений тим, що той облудно використовував його ім'я. Залякуваннями Фантомас примушує хірурга працювати на нього, сподіваючись на чолі армії злочинців, створених де Бревалем, нав'язати свою волю владі. Але Жюву, за допомогою журналіста Фандора (Ів Фюре), вдається знайти його лігво в покинутому монастирі.
Лігво Фантомаса обстежує поліція, а тим часом збожеволілий Бреваль звільняє усіх виготовлених ним зомбі. При спробі втечі Фантомас опиняється в оточенні чотирьох з них, з якими вступає у смертельну бійку. Тим часом з'являються Жюв та Фандор. Вони чистять наповнений сірчаною кислотою басейн, де Бреваль розчиняв зразки своїх невдалих експериментів, та знаходять там частину понівеченого тіла, що могла належати Фантомасу. Але Жюв не дуже в цьому впевнений…

## У ролях
| • Еме Кларіон      | … | Бреваль          |
| • Моріс Тейнак     | … | Фантомас         |
| • Ів Фюре          | … | Жером Фандор     |
| • Марсель Шанталь  | … | Ірен де Шарра    |
| • Александр Ріньйо | … | Жюв              |
| • Роберт Арну      | … | Нобле            |
| • Берт Бові        | … | стара леді       |
| • Нора Кост        | … | Крістіана        |
| • Антуан Бальпетре | … | Голова правління |
| • Жан д'Ід         | … | невропатолог     |
| • Сіноель          | … | маленький старий |
| • Поль Азаїс       | … | Мартен           |
| • Марсель Марсо    | … | людина в метро   |

## Знімальна група
- Автори сценарію — П'єр Ларош (діалоги), Соланж Терак, Робер Верне, за сюжетом Марселя Аллена
- Режисер-постановник — Робер Верне
- Продюсер — Юбер Д'Ашон
- Оператор — Моріс Баррі
- Композитор — Джо Гайош
- Монтаж — Марта Понсен
- Художник-постановник — Раймон Габутті
- Звук — Люсьєн Легран